# Фракийская гробница в Свештарах
Фракийская гробница — расположена в 2,5 км к юго-западу от села Свештари в северо-восточной части Болгарии.
Открыта гробница в 1982 году при раскопках городища. Датируется III веком до н. э. Сооружалась, предположительно, для фракийского правителя племени гетов и его супруги.
Архитектурный декор мавзолея считается уникальным — на стенах многоцветные растительные рисунки и причудливых форм кариатиды. Десять женских фигур, вырезанных на стенах центральной погребальной камеры, уникальны и никогда не встречались во фракийских землях. Они являются свидетельством контактов фракийцев с древними эллинами.
По костям, разбросанным в мавзолее, восстановлены скелеты молодой женщины и двух мужчин — молодого и пожилого. Третья, боковая комната гробницы, предназначенная для хранения даров, оказалась пуста. Считается, что мавзолей был разграблен. Однако неизвестно, когда и почему грабители, вынеся сокровища, зацементировали за собой вход в гробницу.
В строительстве гробницы применена характерная для фракийцев «сухая» кладка, без каких-либо скрепляющих растворов, причём известняковые плиты подогнаны столь плотно, что в щель не пролезает лезвие ножа.
В радиусе 2 километров найдено ещё 26 курганов разных размеров и весь этот район объявлен археологическим заповедником.